# Puente Langlois de Arlés (pintura)
El puente Langlois en Arles es el tema de 4 pinturas al óleo, una acuarela y 4 dibujos, todos realizados por el pintor holandés Vincent van Gogh. Las obras, realizadas en 1888 cuando Van Gogh vivía en Arlés, en el sur de Francia, representan una combinación de aspectos formales y creativos. Van Gogh aprovecha un marco de perspectiva que construyó y usó previamente para crear líneas y ángulos precisos al retratar la perspectiva.
Van Gogh se vio influenciado por los grabados en madera japonesa, como lo demuestra su uso simplificado del color para crear una imagen armoniosa y unificada. Los colores contrastantes, como el azul y el amarillo, se utilizaron para aportar vitalidad a las obras. Pintó con un empaste, o pintura de aplicación espesa, utilizando el color para representar el reflejo de la luz. El tema, un puente levadizo en un canal, le recordaba su tierra natal en los Países Bajos. El puente reconstruido de Langlois ahora se llama Puente van Gogh.